# Rhynchospiza
Rhynchospiza és un dels gèneres d'ocells, de la família dels passerèl·lids (Passerellidae). Antigament s'incloïa a Aimophila, però estudis moleculars recents mostren que aquestes espècies mereixen el seu propi gènere. Totes les espècies es distribueixen a Amèrica del Sud.
Segons la classificació del Congrés Ornitològic Internacional (versió 14.1, 2023), aquest gènere conté 3 espècies:
- Rhynchospiza stolzmanni - sit de Tumbes.
- Rhynchospiza strigiceps - sit de coroneta castanya.
- Rhynchospiza dabbenei - sit dels iungues.